# Elizabeth Hawley

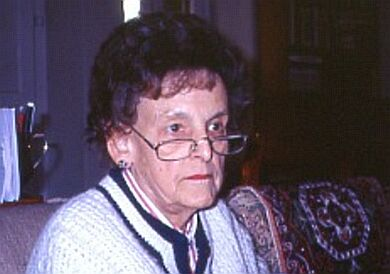
Elizabeth Hawley in ihrer Wohnung im neuseeländischen Konsulat (1999)

Elizabeth „Liz“ Ann Hawley (* 9. November 1923 in Chicago, Illinois; † 26. Januar 2018 in Kathmandu, Nepal) war eine US-amerikanische Journalistin und Chronistin von Himalaya-Expeditionen. In Hawleys seit Beginn der 1960er Jahre nahezu vollständig geführter Himalayan Database sind mehr als 9.600 Expeditionen und 70.000 Bergsteiger verzeichnet (Stand: Januar 2018). Sie war eine Unterstützerin des von Edmund Hillary gegründeten Himalayan Trust, der die Wirtschaft in Solukhumbu fördert und die Lebensbedingungen der Menschen dort verbessert. Hawley war Honorarkonsulin von Neuseeland in Nepal.

## Leben

### Familiärer Hintergrund
Elizabeth Hawleys Großvater mütterlicherseits war Edward Everett Gore, ein Unternehmer und Rechnungsprüfer aus Carlinville. Er hatte auf einem betriebswirtschaftlichen College in Jacksonville (Illinois) studiert und war in einer Anwaltskanzlei ausgebildet worden, bevor er 1895 mit Frau und Kind nach Chicago zog. Dort machten ihn unternehmerischer Erfolg sowie soziales und politisches Engagement zu einem der angesehensten Bürger der Stadt. Als Präsident der Chicago Crime Commission leitete er während der Alkohol-Prohibition in den Vereinigten Staaten die Bekämpfung des Alkoholschmuggels. Das Verbrecher-Syndikat Al Capones drohte ihm deshalb mehrfach mit seiner Ermordung. Seine Frau Amanda war ebenfalls Akademikerin, was für eine Frau ihrer Zeit besonders ungewöhnlich war. 1894 kam das erste Kind des Paares zur Welt, Elizabeth Hawleys spätere Mutter Florelle. Florelle studierte Englische Literaturwissenschaft an der Northwestern University und graduierte summa cum laude. Während des Studiums lernte sie Elizabeths Vater Frank kennen, einen Nachfahren von Einwanderern, die sich im 17. Jahrhundert in Hawleyville niedergelassen hatten, und heiratete ihn. 1893 geboren, hatte er im Ersten Weltkrieg in der US Navy gedient. Nach seinem Abschluss als Rechnungsprüfer stieg er ins väterliche Unternehmen ein. Florelle arbeitete für die Frauenrechts-Organisation League of Women Voters. Die Eheleute zogen zunächst in den Chicagoer Vorort La Grange.

### Kindheit und Jugend
Elizabeth Hawley war das zweite Kind der Hawleys, geboren drei Jahre nach ihrem Bruder John. Bald siedelte die Familie nach Yonkers im US-Bundesstaat New York um, die Mutter zog mit den Kindern jedoch nur wenig später nach Indiana, um den Nachlass ihres Vaters zu regeln. Dies nahm insgesamt vier Jahre in Anspruch, während derer sie und die Kinder getrennt von Ehemann und Vater lebten. Wenngleich Elizabeth Hawleys Eltern nicht besonders religiös waren, besuchte sie hier die Sonntagsschule, wie es von einem Kind der Mittelschicht jener Tage erwartet wurde. Nachdem die Erbangelegenheiten von Elizabeths Mutter geklärt waren, bezog die Familie in Birmingham (Michigan) wieder eine gemeinsame Wohnstätte, wo die junge Elizabeth die weiterführende Schule besuchte. In dieser Zeit erkrankte sie schwer an Polio, überstand die Infektion jedoch ohne bleibende Folgen. Als die Große Depression die unternehmerische Tätigkeit des Vaters in Michigan unmöglich machte, wechselten die Hawleys nach New York City und wählten für Elizabeth die angesehene Schule im Vorort Scarsdale aus. Während Elizabeths High-School-Zeit erwarben sie ein Sommerhaus in Dorset (Vermont). Von hier aus unternahm Frank Hawley mit seiner Tochter ausgedehnte Wanderungen durch die Hügel der Umgebung. Obwohl Elizabeth Hawley ihm nicht so nahestand wie ihrer Mutter – die Hawley-Biografin Bernadette McDonald vermutet die Ursache hierfür in der vierjährigen Trennung der Familie  –, hatte ihr Vater starken Einfluss auf den Werdegang seiner Tochter. Er zeigte sich interessiert an ihrer schulischen Bildung und ihrem gesellschaftlichen Umgang, machte sie mit Leuten bekannt und sicherte durch sein finanzielles Geschick der Familie auch während wirtschaftlich schwierigen Zeiten der Depression und des Zweiten Weltkriegs ihren Lebensstandard, der die universitäre Ausbildung beider Kinder ermöglichte.

### Studium
1941 begann Elizabeth Hawley ihr Studium an der University of Michigan. Sie belegte Kurse in Politikwissenschaft, Englisch, Zoologie, Geschichte und vorübergehend – ohne eigenes Interesse, aber dem Willen ihres Vaters folgend – Mathematik. Besondere Begeisterung zeigte sie für die Vorlesungen des Geschichtsprofessors Preston Slosson. Slosson wurde auf die engagierte Studentin Hawley aufmerksam, und er und seine Frau luden sie zu gesellschaftlichen Abendveranstaltungen ein, bei denen aktuelle politische oder wirtschaftliche Fragen diskutiert wurden. Außerdem übernahm Hawley eine Stelle im Vorstand eines studentischen Verbandes, der fakultätsübergreifende Vorträge und Debatten zwischen Lehrkörper und Studenten veranstaltete. An diesem Amt gefiel ihr, dass sie dadurch die Funktionsweise von Organisation kennenlernen und enge Kontakte zu Professoren und anderen Entscheidungsträgern knüpfen konnte.
Im November 1944 nahm sie eine Stelle als wissenschaftliche Assistentin am Fachbereich Geschichte ihrer Universität an. Durch Slossons Unterstützung trat sie daneben mehrfach als Rednerin zu internationalen Angelegenheiten auf. Die private Verbindung zum Ehepaar Slosson wurde tiefer, im Sommer 1944 zog Hawley sogar bei ihnen ein. Im September desselben Jahres schloss sie ihr Studium mit einer B.A.-Arbeit im Fach Geschichte ab, in der sie die Ursachen von Kriegen untersucht. Durch ein weiterführendes Studium erlangte sie schließlich den akademischen Grad Master of Arts.

### Berufseinstieg und Reisejahre
1946 nahm Hawley beim Wirtschaftsmagazin Fortune eine Stelle als Rechercheurin und Dokumentationsjournalistin in New York an. Die Anstellung brachte Reisen innerhalb der USA, aber auch nach Kanada und Brasilien mit sich; durch einen genügsamen Lebensstil sparte sich Hawley das Geld für zusätzliche Auslandsreisen während ihrer Urlaubszeiten zusammen. Die erste führte sie 1948 an Bord der Queen Mary über den Atlantik nach London, im Anschluss besichtigte sie zunächst ländliche Teile Großbritanniens, dann die europäischen Metropolen Paris, Rom und Florenz. 1949, kurz nachdem sie aus Europa zurückgekehrt war, starb ihr Bruder John unerwartet im Alter von 35 Jahren an Krebs. Sein früher Tod traf Hawley – nun geschwisterlos – schwer, Berichten von Freunden und Angehörigen zufolge blieb sie jedoch äußerlich gefasst.
In den folgenden Jahren unternahm Hawley immer wieder ausgedehnte Reisen, die meiste Zeit alleine. Im Sommer 1949 besichtigte sie die kriegszerstörten Staaten Deutschland und Österreich, anschließend war sie in Monte Carlo und fuhr mit dem Orient-Express nach Triest. Dann folgte eine Rundreise durch Jugoslawien. Hawley begegnete Menschen aus den unterschiedlichsten sozialen Schichten, von der Landbevölkerung aus ärmsten Verhältnissen bis hin zu höchsten Regierungsvertretern wie Marschall Tito. Zwei Jahre darauf reiste sie ins ausgebombte Berlin, dann nach Finnland. 1953 trat sie ihre erste Reise nach Afrika an, die sie nach Tunesien, Algerien und Marokko führte. In den Folgejahren war sie im Nahen Osten und erneut in Afrika, diesmal im Sudan und im noch nicht unabhängigen Kenia.
Nach elf Jahren bei Fortune kündigte Hawley 1956 ihre Anstellung bei der Zeitschrift. Obwohl ihre Arbeit dort stets auf Anerkennung getroffen war, sah sie keine Möglichkeit des beruflichen Fortkommens. Zu dieser Zeit wurde die Recherchearbeit bei Fortune ausschließlich von Frauen erledigt, die Journalisten waren dagegen durchweg männlich. Außerdem wollte Hawley ihre Reisetätigkeiten ausdehnen.
Am 16. April 1957 brach sie zu einer zweijährigen Weltreise auf. Überwiegend mit dem Zug oder dem Bus unterwegs, erschloss sie sich zu Beginn das östliche Europa. Über Paris gelangte sie nach Warschau, nach einer Rundreise durch Polen folgten Schweden und Finnland, dann Leningrad, Moskau, Stalingrad und die ländlichen Gegenden der Sowjetunion. Eine Schiffsfahrt auf Wolga und Don brachte sie nach Rostow und bis zum georgischen Gori, über Kiew gelangte sie zurück nach Moskau. Im Juli machte sie Zwischenstopp in Wien und musste ihre weiteren Reisepläne ändern, weil ihr als Individualreisende die Einreise nach Rumänien verweigert worden war. Ende des Monats traf sie in Prag ein, dann fuhr sie durch Westdeutschland, Griechenland und Italien, um im Dezember wieder in Belgrad anzukommen. Im Jahr darauf tourte Hawley ein weiteres Mal durch den Nahen Osten mit Stationen in der Türkei, in Israel, im Iran, im Libanon und in Jordanien. Um zwischen Israel und den arabischen Staaten problemlos ein- und ausreisen zu können, ließ sich Hawley ihre Visa von nachsichtigen Beamten nicht in den Reisepass stempeln, sondern auf einem separaten Stück Papier bescheinigen. Außerdem trug sie ein Zertifikat ihrer früheren Sonntagsschule bei sich; so konnte sie nachweisen, keine Jüdin zu sein. 1959 reiste sie durch Südasien mit Nepal, dann mit dem Boot nach Südostasien und über Japan wieder zurück in die Vereinigten Staaten. Besonders fasziniert war sie von der Fremdheit Nepals, das erst 1950 seine Grenzen für Ausländer geöffnet hatte. Nach der Reise entschied sie sich, nach Nepal auszuwandern.

### Auswanderung und Leben in Nepal
Im September 1960 zog Elizabeth Hawley nach Kathmandu, wo sie bis zu ihrem Tod lebte. In Kathmandu galt ihr Interesse von Beginn an der Geschichte des Bergsteigens im Himalaya, und sie knüpfte viele persönliche Kontakte zu Bergsteigern, deren Expeditionen in Kathmandu starteten. Sie arbeitete ab 1960 als Korrespondentin für das US-amerikanische Nachrichtenmagazin Time, 1962 wurde sie Korrespondentin für die Nachrichtenagentur Reuters. Ein Großteil ihrer Berichterstattung hatte Expeditionen auf die Achttausender zum Thema. Sie begann, mit jeder Expedition, die in Nepal einen Berg bestieg, vor dem Aufbruch und nach der Rückkehr Interviews zu führen. Als auch Tibet für Bergsteiger geöffnet wurde, traf sie auch diejenigen Expeditionen, die von Norden her die nepalesischen Berge bestiegen. Von einem dichten Netz von Hinweisgebern wurde sie innerhalb von Stunden von der Ankunft einer neuen Expedition in Kathmandu informiert, sodass ihr keine Expedition entgehen konnte, und sie erwarb sich bald den Ruf als beste Kennerin der Region. So konnte sie beispielsweise 1963 exklusiv von der Überquerung des Mount Everest durch eine US-amerikanische Expedition von der Westseite aus berichten. Zuletzt schrieb Hawley außer für Reuters auch für Bergsteiger-Zeitschriften aus neun Ländern, unter anderem für klettern und für Alpin aus Deutschland.

### Arbeit als Chronistin
Seit Beginn der 1960er Jahre erstellte Hawley Aufzeichnungen über den Himalaya-Alpinismus, sie hat so über 4.000 Expeditionen und 36.000 Alpinisten erfasst. Sie führte (Stand März 2011) rund 15.000 Interviews mit Bergsteigern, recherchierte so Daten zu etwa 80.000 Besteigungen auf etwa 340 verschiedene Gipfel in Nepal, inklusive derer an den Grenzen zu China und Indien. Diese bilden die Grundlage für die Himalayan Database (deutsch etwa: ‚Himalaya-Datenbank‘) des American Alpine Club, eine fast lückenlose Chronik über die Besteigungen der Sieben- und Achttausender in Nepal und Tibet.
Dadurch galt Hawley, obwohl sie selbst keine Bergsteigerin war und nie auf einem der Gipfel stand, international als Instanz zur Anerkennung der Gipfelerfolge in Nepal und trug den Spitznamen „Mama Himalaya“. Ihren Informationen wurde in Fachkreisen Vertrauen entgegengebracht, ihre Einschätzung galt als maßgeblich für die Anerkennung von Gipfelerfolgen. Dass sie bereits mehrfach vermeintliche Besteigungen als Lügen oder Irrtümer entlarven konnte, brachte ihr als weitere Spitznamen „Miss Marple vom Kathmandu“ und „Sherlock Holmes der Berge“ ein. Beispielsweise konnte sie dem Niederländer Bart Vos nachweisen, dass dessen vorgebliche Solo-Besteigung des Dhaulagiri I über die Ostwand im Herbst 1996 nicht wie behauptet stattgefunden hatte; dem Russen Anatoli Bukrejew zeigte sie auf, dass er nicht auf dem Gipfel des Shishapangma angekommen war, sondern nur auf einem Vorgipfel. Bei ihren Recherchen für die Himalayan Database wurde Hawley von der Deutschen Billi Bierling unterstützt. Hawley hat einige Jahre vor ihrem Tod die Leitung der Himalayan Database abgegeben. Um für Recherchen Kletterer in der Berggegend aufzusuchen, fuhr sie zuletzt einen himmelblauen VW Käfer, Baujahr 1965.
Seit 1990 war Hawley neuseeländischer Generalkonsul in Nepal.
Elizabeth Hawley war unverheiratet und hatte keine Kinder.

## Auszeichnungen
- Literary Award des American Alpine Club, 1994[23]
- Albert Mountain Award, 1998[9]
- Nachdem der französische Kletterer François Damilano als erster einen 6182 Meter hohen Berg im Dhaulagiri-Massiv bestiegen hat, taufte er ihn auf den Namen Peak Hawley.[19]

## Werke
- Elizabeth Hawley, Richard Salisbury: The Himalayan Database: The Expedition Archives of Elizabeth Hawley. American Alpine Club Press, Golden (Colorado) 2004, ISBN 0-930410-99-8.
- Elizabeth Hawley, Richard Salisbury: The Himalaya by the Numbers. A Statistical Analysis of Mountaineering in the Nepal Himalaya. 2007 (himalayandatabase.com [PDF; 6,9 MB]).